# Bicyclus sanaos
Bicyclus sanaos är en fjärilsart som beskrevs av William Chapman Hewitson 1866. Bicyclus sanaos ingår i släktet Bicyclus och familjen praktfjärilar. Inga underarter finns listade i Catalogue of Life.